# Williamsburg Bridge
Die Williamsburg Bridge ist eine Hängebrücke über den East River in New York City, die die Lower East Side von Manhattan mit dem Stadtteil Williamsburg in Brooklyn auf Long Island verbindet. Sie hat heute zwei Gleise der New York City Subway und acht Fahrspuren für den Kfz-Verkehr sowie zwei Fußgänger- und Radfahrerwege in der darüber liegenden Ebene.
Die 1903 eröffnete Williamsburg Bridge war nach der Brooklyn Bridge und vor der Manhattan Bridge die zweite Hängebrücke über den East River. Sie hatte die größte Spannweite aller Hängebrücken, bis sie 1924 von der Bear Mountain Bridge abgelöst wurde.

## Beschreibung
Die Williamsburg Bridge ist die erste Hängebrücke, deren Pylone und Fahrbahnträger aus Stahl gebaut wurden. Ihre beiden aus Fachwerkkonstruktionen bestehenden, gedrungen aussehenden Turmpaare enden in breiten Einhausungen für die Sättel der Tragkabel. Über die Turmpaare verlaufen vier Tragkabel, an denen der ebenfalls aus einer stählernen Fachwerkkonstruktion bestehende, hohe Fahrbahnträger mit senkrechten Hängern befestigt ist. In den Spannfeldern außerhalb der Pylone gibt es keine Hänger, die unbelasteten Tragkabel führen fast gradlinig zu den in großen Bauwerken untergebrachten Rückverankerungen. Die äußeren Fahrbahnträger sind konventionelle, auf Stahlkonstruktionen gelagerte Fachwerkbrücken. Die Auffahrtsrampen führen weit in die Stadtgebiete hinein, da sie für die Eisenbahn relativ flach gehalten werden mussten.
Über die Brücke führen zwei U-Bahn-Gleise, die in der Mitte des Fahrbahnträgers angeordnet sind. Diese Verbinden die BMT Nassau Street Line in Manhattan mit der BMT Jamaica Line in Brooklyn. Sie werden derzeit (2018) von den Linien ,  und  genutzt. Beiderseits neben den U-Bahngleisen und ebenfalls innerhalb des Fahrbahnträgers befinden sich zweispurige Fahrbahnen für den Straßenverkehr. Außerhalb der Fachwerkkonstruktion und der Tragkabel gibt es auf beiden Seiten je eine weitere zweispurige Fahrbahn. Über den inneren Fahrbahnen befinden sich Geh- und Radwege, die auf der Manhattan-Seite gemeinsam in der Mittelachse der Brücke beginnen und auf der eigentlichen Brücke getrennt werden.
Die Williamsburg Bridge ist neben der Manhattan Bridge und der Broadway Bridge die einzige Brücke in New York City, auf der immer noch Schienen- wie auch Straßenverkehr stattfindet.
Die Brücke wird täglich von 140.000 Kraftfahrzeugen, 92.000 U-Bahn-Passagieren, 600 Radfahrern und 500 Fußgängern benutzt.

## Technische Einzelheiten
Die Brücke ist einschließlich der Auffahrtsrampen insgesamt 2227,5 m (7308 ft) lang und 36 m (118 ft) breit. Ihre Pylone sind 95 m (310 ft) hoch, nach anderen Angaben 101,50 m (333 ft). Die Spannweite beträgt 488 m (1600 ft). Die vier Tragkabel mit einem Durchmesser von rund 46 cm sind Paralleldrahtseile, die jeweils aus 7696 Stahldrähten bestehen, die in 37 Bündeln mit 208 Drähten zusammengefasst wurden. Die äußeren Fahrbahnträger sind 91 m lange, eigenständige Tragwerke, die zwischen den Ankerbauwerken und den Pylonen auf Stahlkonstruktionen gelagert sind.
Die auffallend hohe Fachwerkkonstruktion der Fahrbahnträger wurde schon wegen der Eisenbahngleise notwendig. Gleichzeitig bewirkt sie die erforderliche Steifheit, um die Brücke im Sturm vor Verwindungen und Schwingungen zu schützen.
Die lichte Höhe von 41 m (135 ft) in der Mitte der Brücke entspricht der der Brooklyn Bridge.

## Geschichte
Die von Unternehmern aus Brooklyn befürwortete Brücke wurde lange von Unternehmern aus Manhattan abgelehnt. Erst 1895 wurde die endgültige Brückenbaugesellschaft etabliert und Leffert L. Buck zum chief engineer berufen, der 1896 seine Brückenplanung vorlegte. Die Planung wurde von Anfang an von Kostengesichtspunkten beherrscht. So waren Stahlkonstruktionen billiger und schneller zu erstellen als gemauerte Bauwerke und die Beschränkung der Hängebrückenfunktion auf das mittlere Brückenfeld erlaubte leichtere und damit billigere Tragkabel. Die Kosten wurden auf 7 Millionen US-Dollar geschätzt.
Der Bau begann am 28. Oktober 1896. Die Herstellung der Tragkabel im Luftspinnverfahren dauerte vom 27. November 1901 bis zum 27. Juni 1902. Gustav Lindenthal, der 1902 zum Commissioner of Bridges von New York City ernannt wurde, hatte zwar Vorbehalte gegenüber der Planung und dem Aussehen der Brücke, da der Bau für grundlegende Änderungen aber schon zu weit fortgeschritten war, beauftragte er lediglich den Architekten Henry Hornbostel, einige ästhetische Änderungen vorzunehmen.

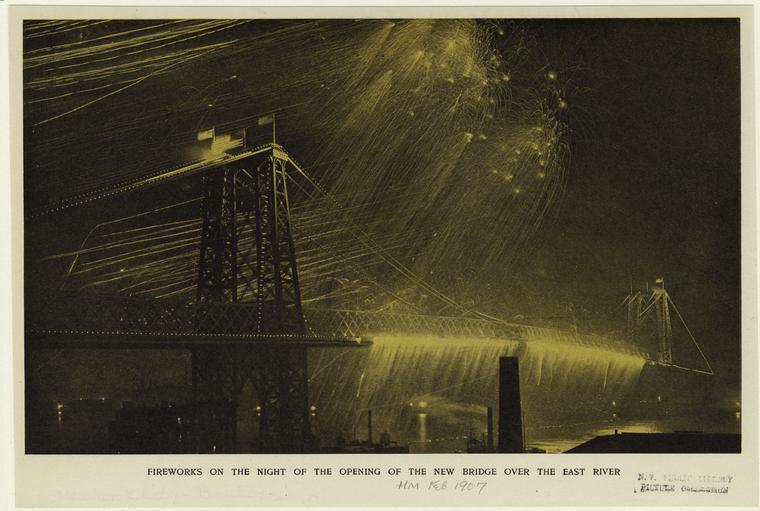
Feuerwerk bei der Eröffnung 1903

Am 19. Dezember 1903 wurde die Brücke feierlich eingeweiht. Ihre Kosten waren auf 24,2 Millionen US-$ gestiegen.
Die Brücke hatte innerhalb ihres kastenförmigen Brückenträgers zwei Gleise für Vorortzüge und vier für Straßenbahnen sowie zwei zweispurige Fahrbahnen beidseits außerhalb des Brückenträgers und zwei Fußgängerwege in der oberen Ebene.
Knapp zehn Jahre nach ihrer Eröffnung stellte man fest, dass die Brücke unter den gestiegenen Lasten der schwerer und länger gewordenen Züge nachgab, weshalb verschiedene Verstärkungen eingebaut wurden. 1935 wurden zwei der Straßenbahngleise in Fahrbahnen umgewandelt, 1947 folgten auch die anderen beiden Gleise. 1988 zeigte sich, dass die jahrelang vernachlässigte Instandhaltung zu grundlegenden Korrosionsschäden geführt hatte. Die Brücke wurde darauf vollständig geschlossen und in den folgenden Monaten nach notdürftigen Reparaturen nur schrittweise wieder freigegeben. Daran schlossen sich ausführliche Diskussionen an, ob die Brücke durch einen Neubau ersetzt werden sollte. Einen von der City of New York ausgeschriebenen Wettbewerb zum Neubau gewann das Büro Schlaich Bergermann und Partner. Aus Kostengründen wurde schließlich entschieden, die Brücke in einem 15 Jahre dauernden Programm grundlegend zu renovieren und dabei eine große Zahl wesentlicher Elemente zu erneuern.
Am 5. Juni 1995 stießen zwei Züge der New Yorker U-Bahn auf der Brücke zusammen. Der Fahrer kam dabei ums Leben, 50 Passagiere des Zuges wurden verletzt. Der Zusammenstoß geschah auf dem nach Manhattan führenden Gleis im Bereich zwischen der Brooklyn-seitigen Kabelverankerung und dem Brooklyn-seitigen Pylon.:18
Nach den Terroranschlägen am 11. September 2001 wurde die Brücke eine Woche lang für jeden Verkehr außer Notfalldiensten geschlossen. Um die Verkehrsstaus in Manhattan zu reduzieren, wurden anschließend HOV-Beschränkungen eingeführt, d. h., dass nur Pkws mit mindestens zwei Insassen zugelassen waren.
Im Dezember 2003 fand die 100-Jahr-Feier statt.
2009 wurde die Williamsburg Bridge von der American Society of Civil Engineers (ASCE) in die List of Historic Civil Engineering Landmarks aufgenommen.

## In Kunst und Medien
Die Brücke wird in dem 1919 von der Ford Motor Company produzierten Film Over The East River dargestellt.
In den US-amerikanischen Film Stadt ohne Maske (OT: The Naked City) aus dem Jahr 1948, spielte die Brücke, am Schluss des Films, eine wichtige Rolle.
Der Jazzsaxophonist Sonny Rollins wählte die Williamsburg Bridge zwischen 1959 und 1962, während seiner freiwilligen Schaffenspause, als Übungsort. Sein Album The Bridge von 1962 wurde danach benannt.
Erwähnung fand die Brücke auch 1994 im Buch „The Alienist“ von Caleb Carr.
Seanna Sharpe zeigte 2012 eine 20-minütige Luftakrobatikperformance von der Spitze der Brücke und wurde daraufhin verhaftet.
In Percy Jackson – Die letzte Göttin wird die Brücke als einer der Zugänge nach Manhattan von der Apollo-Hütte verteidigt.